# Attimis
Attimis (tiếng Slovene: Ahten, tiếng Đức: Attems) là một đô thị ở tỉnh Udine trong vùng Friuli-Venezia Giulia thuộc Ý, có cự ly khoảng 70 km về phía tây bắc của Trieste và khoảng 14 km về phía đông bắc của Udine. Tại thời điểm ngày 31 tháng 12 năm 2004, đô thị này có dân số 1.909 người và diện tích là 33,3 km². Theo điều tra dân số năm 1971, 23,3% dân số là người Slovenia.
Đô thị Attimis có các frazioni (đơn vị cấp dưới, chủ yếu là các làng) Forame, Subit, Porzus, Racchiuso, và Partistagno.
Attimis giáp các đô thị: Faedis, Nimis, Povoletto, Taipana.
Nhạc sĩ sáng tác Puerto Rico Tony Croatto sinh ra ở Attimis.